# Новокузнецький трамвай

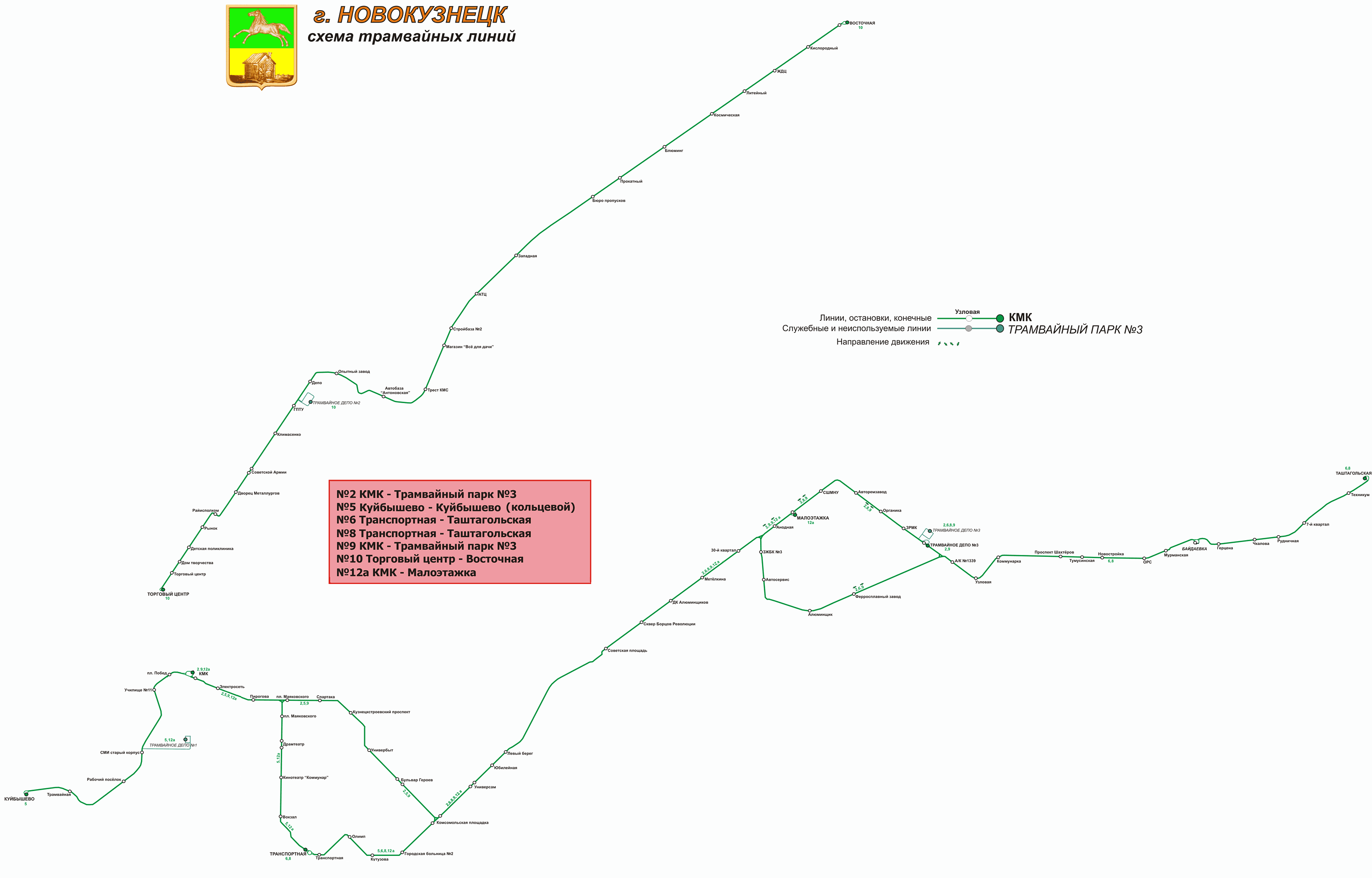
Схема трамвайних маршрутів Новокузнецька на 1 червня 2015

Новокузнецький трамвай — діюча трамвайна мережа в місті Новокузнецьк Кемеровська область, Росія відкрита 30 листопада 1933 року.
Особливість Новокузнецької трамвайної системи полягає в тому, що вона складається з двох фізично не взаємопов'язаних мереж: одна мережа працює тільки в Заводському районі, інша мережа працює на теренах Кузнецького, Куйбишевського, Орджонікідзевського і Центрального районів міста.

## Історія
Історія будівництва Новокузнецької трамвайної системи розпочалася влітку 1933 з одноколійної лінії від Деревообробного заводу (ДОЗ) до залізничного вокзалу по проспекту Ворошилова, вулиці Орджонікідзе, проспекту Молотова. Ця ділянка була введена в експлуатацію о 16:00 30 листопаду 1933 року від Площі Перемог. Для пуску трамвая було отримано 8 моторних вагонів серії Х і 10 причіпних вагонів серії М Митищинського машинобудівного заводу. По лінії ходив трамвай маршруту № 1 ДОЗ - Вокзал.
У 1934 була прокладена лінія до ст. Водна (в районі сучасного Лівобережного житломасиву) і в Аралічево, споруджено трамвайне кільце на лівому березі, введено в дію маршрути від площі Перемоги до зуп. «Водна» (№ 2) і до зуп. «Аралічево» (№ 3). У 1935 були випрямлені дві ділянки трамвайних колій по проспекту Молотова, укладена друга трамвайна колія по Соцмісту і від зуп. «Звукове кіно» до зуп. «Вокзал» з встановленням металевих опор на двоколійній ділянці, отримано ще 2 моторних і 4 причіпних вагона. У 1938 через Кузнецький міст трамвай попрямував в Кузнецький район - прокладена трамвайно-залізнична лінія до зуп. «Пошта», продовжено маршрут № 2 до неї. Лише у 1972 з будівництвом сучасного Кузнецького мосту і окремого залізничного мосту в районі Топольник трамвай рушів по окремій виділеній колії. У 1939 трамвайний цех, який входив до цього до складу КМК було передано у підпорядкування Міськради і став міським комунальним підприємством, отримано додатково 2 моторних і 4 причіпних вагона, у 1948 - ще 6 вагонів.
У 1949 вийшов на лінію новий трамвайний вагон М-38, отриманого з Москви. У 1950 побудовано одноколійна лінія «Вокзал - Точилін» з роз'їздами на декількох зупинках і двоколійна лінія «Радянська площа - ДК Алюмінщіків». У 1951 місто починає експлуатувати вагони КТМ/КТП-1, 6 листопада введено в  експлуатацію маршрут № 4 «КМК - Точилін». У 1956 лінія від зуп. «ДК Алюмінщіків» в Кузнецькому районі продовжена далі по вулиці Леніна до зуп. «Малоповерхівок». У 1963 побудовані нові лінії від КМК до Лівого берега в Центральному районі по вулиці Орджонікідзе, проспектам Кузнецкстроївський, Октябрський і Дружби, від зуп. «Точилін» до зуп. «Лижна база» в Куйбишевському районі і від зуп. «Малоповерхівок» до зуп. «Меблева фабрика» в Кузнецькому районі, а ділянку по Болотній вулиці до зуп. «Станція Водна» було демонтовано.
У 1966 побудована трамвайна лінія від зуп. «Лижна база» до зуп. «Сосновий бір», почалося будівництво трамвайної мережі і трамвайного депо в Заводському районі. У 1967 місто отримало перші десять вагонів Татра-Т3 з Чехословаччини, що згодом стали основою рухомого складу трамвайної мережі міста до 1990-х років, причому з усіх трамвайних господарств Кемеровської області ці трамваї експлуатувалися тільки в Новокузнецьку. У 1968 побудована лінія по проспекту Курако, колії для заїзду вагонів у депо з проспекту Металургів до проспекту Курако демонтовано, демонтовано і ділянка колії від зуп. «2-а Берегова» до зуп. «ДОЗ», введено ділянку від зуп. «Річковий вокзал» до «Будбази». За проспекту Курако спочатку було введено в експлуатацію маршрут № 4 «КМК - Лижна база», але незабаром маршрут № 4 перенесли на проспект Металургів, а по проспекту Курако було пущено маршрут № 5 «КМК - Транспортна». 27 листопада 1969 року відкрито рух по Заводському району до Західно-Сибірського металургійного заводу. Також у цьому ж році побудована трамвайна лінія від зуп. «30-й квартал» до зуп. «Меблева фабрика» через Технічний проїзд і вулицю Обнорського.
У 1972 вводиться в експлуатацію трамвайне депо № 3 в Кузнецькому районі, надходять перші трамвайні вагони типу КТМ-5М3. У 1973 побудована трамвайна лінія від зуп. «Комсомольська площа» до зуп. «Транспортна» по проспекту Дружби, вулицями Кутузова і Ціолковського протяжністю 5,5 км (всі колії були на залізобетонних шпалах). У 1974 побудовані трамвайні колії по вулиці Лазо від трамвайного депо № 1 до проспекту Курако.
У 1980—1981 роках велося будівництво трамвайних колій з Кузнецького району в Орджонікідзевський район, 19 лютого 1981 року відкрито рух до зуп. «Байдаєвська», а 18 квітня 1987 року введено в експлуатацію ділянку колій до зуп. «Таштагольська», введені нові маршрути № 6 та № 8 до зуп. «Радянська площа» (спочатку від зуп. «Байдаєвська», потім від зуп. «Таштагольська»).
У 1990 в місто надходять чехословацькі вагони нового покоління Tatra T6B5. У 1990-і роки було закрито маршрут № 9 від зуп. «Лижна база» до зуп. «Сосновий бір», а ділянку було демонтовано; зупинено будівництво і демонтовані трамвайні колії з Заводського району в Новоільїнський; надійшли в експлуатацію трамвайні вагони 71-608К (1993), 71-608КМ (1995); списані останні пасажирські вагони Татра-Т3 (1999).
У 2005 закрито маршрут № 1, демонтовано ділянку колій від КМК до Будбази. У 2006 прибрано «мале» трамвайне кільце КМК (використовувалося для розвороту трамваїв маршрутів 2, 4, 9 і відстою службових вагонів), отримані перші два трамвайні вагони серії 71-619. У 2007 ліквідовано трамвайне кільце на Радянській площі, у підсумку - маршрути № 6, 8 продовжені до зуп. «Транспортна», маршрут № 12 - до зуп. «Малоповерхівок». У 2008 закритий маршрут № 4 з наступним розбиранням трамвайних колій на ділянці від зуп. «Лижна база» до зуп. «Транспортна», введено маршрут № 12А від зуп. «КМК» до зуп. «Малоповерхівки» (відмінність від маршруту № 12 - рух на ділянці від КМК до Привокзальної площі по вулиці Орджонікідзе і проспекту Металургів). У 2013 трамвайні депо міста отримали чотири кузова трамвайного вагона АКСМ-60102 з Білорусі.
31 грудня 2014 - останній день роботи трамвайного маршруту № 3 Транспортна - Куйбишеве. З 2015 року маршрут № 5 буде слідувати по пр. Металургів.
16 травня 2015 - закриття маршруту №12 у зв'язку з реконструкцією проспекту Курако і заміни трамвая тролейбусом. Маршрут №12, за словами адміністрації міста, втратив свої функції - на майданчику КМК вже не працює стільки народу, скільки було за радянських часів.

## Депо
На середину 2010-х у Новокузнецьку працює три трамвайних депо:
- Депо №1 − відкрито у 1933, обслуговує 33 вагони
- Депо №2 − відкрито у 1969, обслуговує 33 вагони
- Депо №3 − відкрито у 1974, обслуговує 52 вагони

## Лінії
На 2017:
- № 3к КМК — Куйбышево;
- № 5 КМК — пр.Октябрьский — пр.Металлургов — КМК;
- № 5а КМК — пр.Металлургов — пр.Октябрьский — КМК;
- № 6 КМК — пр.Металлургов — НКАЗ — Таштагольская;
- № 8 КМК — пр.Металлургов — Малоэтажка — Таштагольская.
- №10 Мориса Тореза — Восточная

## Рухомий склад на початок 2010-х
| Тип        | Штук |
| ---------- | ---- |
| KTM-5      | 31   |
| KTM-8KM    | 34   |
| KTM-8K     | 31   |
| KTM-5A     | 8    |
| KTM-19KT   | 5    |
| AKSM-60102 | 4    |
| KTM-19K    | 3    |

Службовий парк має 19 вагонів.

## Ресурси Інтернету
- transphoto.ru [Архівовано 9 листопада 2018 у Wayback Machine.]